# Confederação Brasileira de Cricket
A Confederação Brasileira de Cricket (CBC) é a entidade que regula o críquete em solo brasileiro. Foi fundada em 2001 e filiou-se ao Conselho Internacional de Críquete (em inglês: International Cricket Council - ICC) em 2002, fazendo com que o país adentrasse à entidade como afilliate member em 2003.
Desde sua fundação, a CBC organiza a Seleção Brasileira de Críquete.
John Nicholas Landers foi o primeiro presidente da entidade, sucedido por Ian Lawrence Webster em 2007. Em 2025, Roberta Moretti Avery foi eleita para assumir a presidência.

## História
O críquete surgiu no país via negócios entre o Brasil e a Inglaterra, especialmente na construção de ferrovias. Os ingleses que chegaram no Brasil trouxeram sua cultura e costumes, sendo este desporto parte disto. Alguns historiadores afirmam que este esporte chegou ao Brasil em 1872, quando foi fundado o Rio Cricket e Associação Atlética. Além do Rio Cricket, foram fundados outros clubes como: São Paulo Athletic Club em 1888 e Clube Internacional de Cricket em 1899, assim como o Cricket Club Victoria (que hoje é o famoso Esporte Clube Vitória), ambos de Salvador.
Este esporte não chegou a ser popularizado e os antigos clubes abandonaram a prática do esporte em função de outros mais populares, como o futebol, que chegou ao Brasil no final do Século XIX, que alcançou grande patamar de popularidade ainda no começo do Século XX. Infelizmente, por causa disso o Brasil ficou sem uma entidade que cuidasse do críquete no país. Em 2001 foi criada a Associação Brasileira de Críquete, visando revigorar a modalidade no país. Todavia, a entidade contabilizava poucos praticantes do esporte, sendo a maioria deles de jogadores estrangeiros naturalizados (ou ainda em processo de naturalização).
A Associação Brasileira de Críquete conseguiu um patrocínio com o banco HSBC, válido por cinco anos de contrato. Anteriormente, a associação fora patrocinada pela montadora inglesa de carros esportivos Land Rover, que durou até 2011. Além do HSBC, a ABC foi patrocinada pela Renuka e pela Cultura Inglesa. 
Em sua história, o críquete já fez parte do programa esportivo dos Jogos Olímpicos, em Paris-1900. Na ocasião, quatro países - Reino Unido, França, Países Baixos e Bélgica – deveriam ter participado do evento, mas só os dois primeiros disputaram. A partida valendo a medalha de ouro durou dois dias e foi vencida pelos britânicos por 262 a 104. Contudo, o críquete voltará ao programa olímpico em Los Angeles-2028, o que em teoria poderá fazer com que este esporte receba verbas do  Comitê Olímpico Brasileiro a partir de 2024.

## Projetos de desenvolvimento
A Confederação Brasileira de Cricket tem uma série de projetos de desenvolvimento. O de maior destaque está concentrado na cidade de Poços de Caldas, no sul de Minas Gerais, que já é considerado um sucesso recebeu atenção da mídia local e tem atraído novos adeptos para a prática do esporte. Inclusive, a notícia sobre o sucesso do projeto já foi divulgada na página do órgão máximo regulador do esporte, a ICC.
O Projeto Cricket na Comunidade/Desenvolvendo o Cricket partiu da iniciativa de levar o esporte para escolas públicas e projetos sociais infantis, permitindo uma melhor integração social e desenvolvimento para crianças e adolescentes. O início se deu em 2011, no Projeto Casa do Menor Dr. Ednan Dias, em Poços de Caldas. Em 2021, esta ação atendeu 4800 crianças com mais de 50 unidades participantes. A base desse projeto de desenvolvimento são as escolas públicas municipais e estaduais, incluindo as unidades de ensino particulares.

## Competições
O Brasil participa de uma série de torneios a nível internacional, representado pela Seleção Brasileira de Críquete. A competição mais importante que o país disputa atualmente é o ICC Americas Championship, no qual já se sagrou uma vez campeão (ao disputar a Division 3 de 2009, vencendo as seleções de Chile, Belize e Peru). O país disputou esse torneio no ano de 2011 entre 10 e 17 de Abril, quando esteve na ICC Americas Championship Division 2 e acabou perdendo todos as cinco partidas que disputou, descendendo novamente à Division 3 do continente.
No âmbito de competições sul-americanas, o Brasil se fez presente em todas as suas edições, desde a primeira disputa em 1995 (quando terminou em quarto lugar). As melhores campanhas brasileiras foram registradas em 1997 (na Argentina) e 2015 (no Chile), obtendo o vice-campeonato em ambos. Outro resultado expressivo da seleção brasileira registrou-se no sul-americano de 2014, então disputado no Peru, quando venceram os argentinos pela primeira vez neste esporte.
O Brasil possui uma seleção feminina de críquete, com títulos sul-americanos conquistados nas edições de 2015, 2016, 2018 e 2019. Nas outras cinco disputas continentais, as brasileiras foram vice-campeãs. Além disto, a seleção feminina do Brasil é a primeira equipe do continente americano a receber contratos para a profissionalização dentro do esporte.

## Transmissão
Atualmente varias competições de cricket sao transmitidas via Star Plus e pelo canal ESPN. Entre elas esta a Copa do Mundo de T20, Copa do Mundo de Criquete e as Eliminatórias para a Copa do Mundo de Criquete. Com a inclusão do criquete nas olimpíadas aumentou o interesse pela transmissão do esporte no Brasil. Atualmente as transmissões tem comentário do jornalista Thiago Simões. 

## Outras mídias
- O críquete foi mostrado na novela "Lado a Lado" da Rede Globo de Televisão.[24]
- Também pela mesma emissora, o desporto já havia sido citado na novela "Caminho das Índias", em 2009.
- O críquete apareceu em uma reportagem sobre a visita do príncipe Harry da Inglaterra ao Brasil.